# Ārkhāshān
Ārkhāshān (persiska: آرخَشان, Ārkhashān, آرخاشان) är en ort i Iran.   Den ligger i provinsen Västazarbaijan, i den nordvästra delen av landet, 700 km nordväst om huvudstaden Teheran. Ārkhāshān ligger 2 094 meter över havet och antalet invånare är 150.
Terrängen runt Ārkhāshān är kuperad. Runt Ārkhāshān är det ganska glesbefolkat, med 39 invånare per kvadratkilometer. Närmaste större samhälle är Segrīk, 19,2 km söder om Ārkhāshān. Trakten runt Ārkhāshān består i huvudsak av gräsmarker.